# 梁守典
梁守典（1872年—1931年）字成甫，陕西乾州上陆陌村（今乾县阳洪乡上陆陌村）人。清末民初政治人物、教育家。

## 生平
梁守典早年参加乡试中举。清末，曾代理宁陕厅儒学训导。光绪三十三年（1907年），梁守典、李荣祖、黄金秀、赵璧等人创建乾州高等小学堂，梁守典任首任堂长。梁守典提倡废除读经，开设格致、数学等新科目，并提倡女子实行天足，和男子平等接受学堂教育。
后来，梁守典被推为陕西谘议局议员、资政院议员。
中华民国初年，梁守典和朋友李荣祖等人先后创建了女子高小、甘泉高小。因乾县的教育经费短缺，梁守典设立了乾县教育经费处，并任处长。梁守典还设立了义生善堂，自任堂长。
1931年，梁守典逝世。

## 家庭
梁守典的父亲叫梁式，是清朝举人，曾任延安府教授，后卸任回到家乡，主讲乾阳书院。